# فناوری محدودسازی کاربرد ژنتیکی

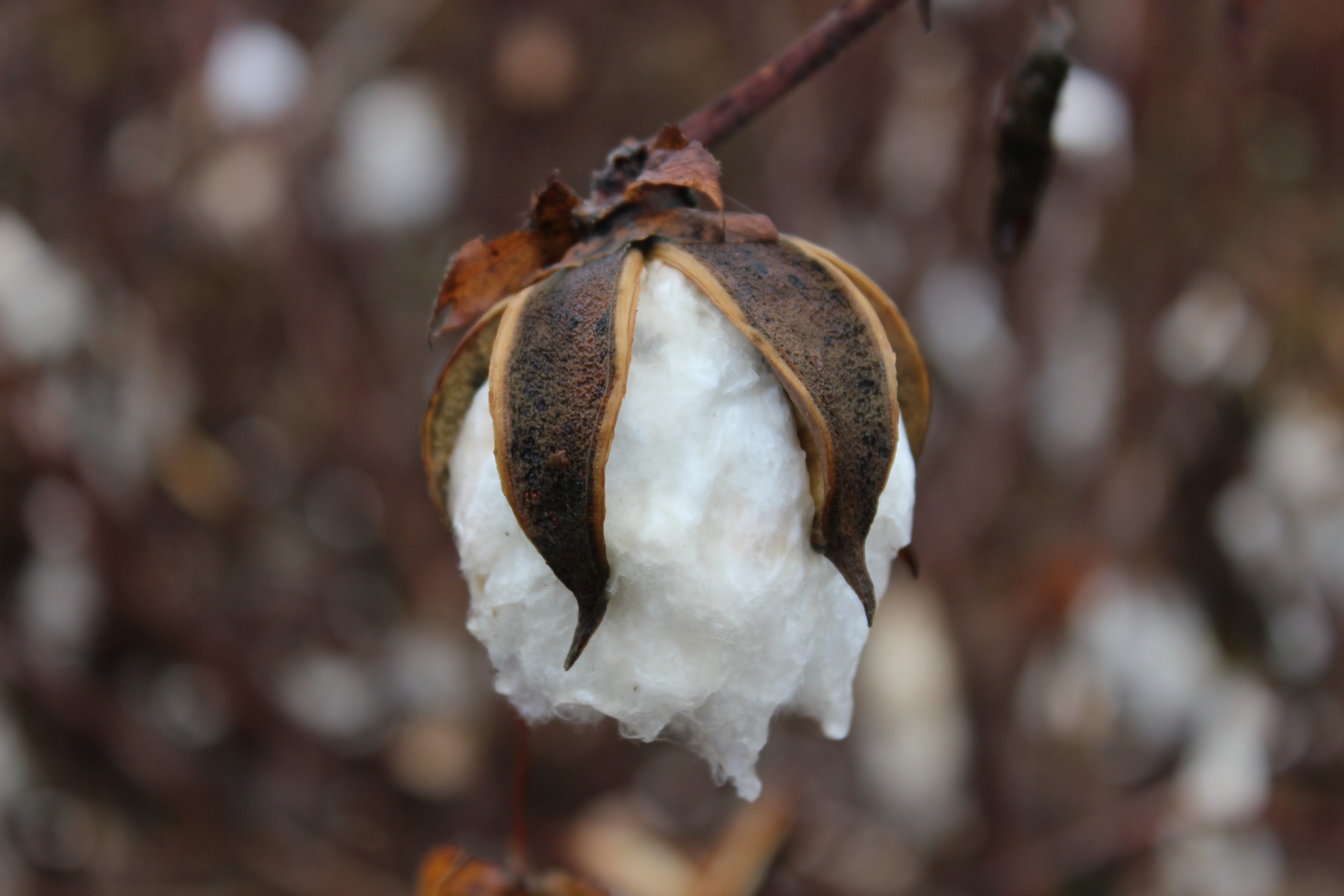
گیاهانی مانند یک گونه پنبه نابارور در آزمایشگاه‌ها با استفاده از ساخته شده‌اند.

فناوری محدودسازی استفاده از ژنتیک (GURT)، که با نام فناوری نابودگر یا بذرهای خودکشی نیز شناخته می‌شود، برای محدود کردن دسترسی به «مواد ژنتیکی و صفات فنوتیپی مرتبط با آنها» طراحی شده است. این فناوری با فعال کردن (یا غیرفعال کردن) ژن‌های خاص با استفاده از یک محرک کنترل‌شده عمل می‌کند تا باعث شود بذرهای نسل دوم یا نابارور باشند یا یک یا چند مورد از صفات مورد نظر گیاه نسل اول را نداشته باشند. شرکت‌های کشاورزی می‌توانند از GURTها برای افزایش حفاظت از نوآوری‌های خود در ارگانیسم‌های اصلاح‌شده ژنتیکی استفاده کنند، به این صورت که کشاورزان نمی‌توانند به تنهایی صفات مورد نظر را تولید کنند. یکی دیگر از کاربردهای احتمالی، جلوگیری از فرار ژن‌ها از موجودات اصلاح‌شده ژنتیکی به محیط اطراف است.
درخواست‌های ثبت اختراع مربوط به مکانیسم سوئیچ بیولوژیکی در اوایل دهه ۱۹۹۰ توسط شرکت‌هایی مانند دوپون (که امروزه سینگنتا ناممطرح شد. اگرچه فناوری اصلی GURT با نام «سیستم حفاظت فناوری» یا «TPS» تحت یک توافق‌نامه تحقیق و توسعه مشترک بین سرویس تحقیقات کشاورزی وزارت کشاورزی ایالات متحده و شرکت دلتا و پاین لند در دهه ۱۹۹۰ توسعه یافت. هدف از این توسعه، حفاظت از مالکیت معنوی شرکت‌های بیوتکنولوژی بود که وزارت کشاورزی ایالات متحده آنها را به عنوان یک صلاحیت فناوری خاص آمریکایی می‌دانست. اداره ثبت اختراعات و علائم تجاری ایالات متحده (USPTO) در تاریخ ۳ مارس ۱۹۹۸ درخواست را پذیرفت و حق ثبت اختراع را صادر کرد، که حقوق انحصاری مجوز داده شده به شرکت دلتا و پاین لند از طریق یک توافقنامه تحقیقاتی است. مونسانتو شرکت دلتا و پاین لند را در سال ۲۰۰۷ خریداری کرد و حق ثبت اختراع آن را به دست آورد، اگرچه حق ثبت اختراع اصلی از آن زمان منقضی شده است. این فناوری، اگرچه هنوز در حال توسعه است، اما به دلیل جنجال‌های سیاسی و علمی که با توسعه آن همراه بوده، هنوز به صورت تجاری در دسترس نیست.
GURT اولین بار توسط نهاد فرعی مشاوره علمی، فنی و فناوری (SBSTTA) به کنوانسیون تنوع زیستی سازمان ملل متحد گزارش شد و در هشتمین کنفرانس اعضای کنوانسیون تنوع زیستی سازمان ملل متحد در کوریتیبا، برزیل، از ۲۰ تا ۳۱ مارس ۲۰۰۶ مورد بحث قرار گرفت.

## فرایند
فرایند GURT معمولاً از چهار جزء ژنتیکی تشکیل شده است: یک ژن هدف، یک پروموتر، یک سوئیچ صفت و یک سوئیچ ژنتیکی، که گاهی اوقات در مقالات مختلف نام‌های کمی متفاوت دارند. یک GURT معمولی شامل مهندسی گیاهی است که ژن هدفی در دی‌ان‌ای خود دارد که هنگام فعال شدن توسط یک ژن پروموتر بیان می‌شود. با این حال، توسط یک توالی مسدودکننده که مانع از دسترسی پروموتر به هدف می‌شود، از ژن هدف جدا می‌شود. وقتی گیاه یک ورودی خارجی مشخص دریافت می‌کند، یک سوئیچ ژنتیکی در گیاه ورودی را دریافت می‌کند، آن را تقویت می‌کند و به یک سیگنال بیولوژیکی تبدیل می‌کند. وقتی یک سوئیچ صفت، سیگنال تقویت‌شده را دریافت می‌کند، آنزیمی تولید می‌کند که توالی مسدودکننده را حذف می‌کند. با حذف توالی مسدودکننده، ژن پروموتر به ژن هدف اجازه می‌دهد تا خود را در گیاه بیان کند.
در نسخه‌های دیگر این فرایند، یک اپراتور باید به سوئیچ صفت متصل شود تا آنزیم‌هایی را که توالی مسدودکننده را برش می‌دهند، بسازد. با این حال، سرکوبگرهایی وجود دارند که به سوئیچ صفت متصل می‌شوند و از انجام این کار جلوگیری می‌کنند. در این حالت، وقتی ورودی خارجی اعمال می‌شود، مهارکننده‌ها به جای اتصال به کلید صفت، به ورودی متصل می‌شوند و به آنزیم‌هایی اجازه می‌دهند که توالی مسدودکننده را برش دهند و در نتیجه صفت بیان شود.
سایر GURTها رویکردهای جایگزینی را در بر می‌گیرند، مانند اینکه اجازه می‌دهند سوئیچ ژنتیکی مستقیماً بر توالی مسدودکننده تأثیر بگذارد و نیاز به سوئیچ صفت را کنار بگذارد.

## انواع
دو دسته کلی از GURTها وجود دارد: فناوری‌های محدودسازی استفاده از ژنتیک مختص گونه (V-GURT) و فناوری‌های محدودسازی استفاده از ژنتیک مختص صفت (T-GURT). این دو نوع به شرح زیر توصیف شده‌اند:
V-GURTها به گونه‌ای طراحی شده‌اند که استفاده از تمام مواد ژنتیکی موجود در کل یک گونه گیاهی را محدود کنند. . قبل از فروش به کشاورزان، بذرهای V-GURT توسط شرکت بذر فعال می‌شوند. دانه‌ها می‌توانند جوانه بزنند و گیاهان به‌طور طبیعی رشد و تولید مثل می‌کنند، اما فرزندان آنها عقیم خواهند بود… بنابراین، کشاورزان نمی‌توانستند بذر را سال به سال برای کاشت مجدد ذخیره کنند. در مقابل، T-GURTها فقط استفاده از ویژگی‌های خاص اعطا شده توسط یک تراریخته را محدود می‌کنند، اما دانه‌ها بارور هستند. کشاورزان می‌توانند بذر برداشت قبلی را دوباره بکارند، اما این بذرها حاوی صفت تراریخته نخواهند بود.

### انواع
فناوری‌های محدودکننده استفاده از ژنتیک مختص گونه‌های خاص، رشد بذر و باروری گیاه را از طریق «یک فرایند ژنتیکی که توسط یک القاکننده شیمیایی ایجاد می‌شود و به گیاه اجازه رشد و تشکیل بذر می‌دهد، اما باعث می‌شود جنین هر یک از آن بذرها یک سم سلولی تولید کند که در صورت کاشت مجدد از جوانه‌زنی آن جلوگیری می‌کند و در نتیجه باعث عقیم شدن بذرهای نسل دوم می‌شود…» این سم، DNA یا RNA گیاه را تخریب می‌کند؛ بنابراین، بذر حاصل از محصول، قابل دوام نیست و نمی‌تواند به عنوان بذر برای تولید محصولات بعدی استفاده شود، بلکه فقط برای فروش به عنوان غذا یا علوفه استفاده می‌شود.
فناوری‌های محدودسازی استفاده از ژنتیک با ویژگی خاص، یک محصول را به گونه‌ای اصلاح می‌کنند که بهبود ژنتیکی مهندسی‌شده در محصول تا زمانی که گیاه با یک ماده شیمیایی خاص تیمار نشود، عمل نمی‌کند. این ماده شیمیایی به عنوان ورودی خارجی عمل می‌کند و ژن هدف را فعال می‌کند. یکی از تفاوت‌های T-GURTها این احتمال است که ژن می‌تواند با ورودی‌های شیمیایی مختلف روشن و خاموش شود، که منجر به روشن یا خاموش شدن یکسان یک ویژگی مرتبط می‌شود. با استفاده از T-GURTها، می‌توان بذرها را برای کاشت ذخیره کرد، به شرطی که گیاهان جدید هیچ ویژگی بهبود یافته‌ای نداشته باشند، مگر اینکه ورودی خارجی اضافه شود.

## مزایا و خطرات
اگرچه GURTها هنوز در محصولات کشاورزی تجاری موجود در بازار یا در کاربردهای دارویی مورد استفاده قرار نگرفته‌اند، اما کاربردهای بالقوه‌ای دارند. این کاربردها شامل حفاظت از مالکیت معنوی برای نوآوری‌های بیوتکنولوژیکی و محدودسازی زیستی (جلوگیری از فرار ژن‌های مهندسی ژنتیک شده به طبیعت) می‌شود.

### حفاظت از مالکیت معنوی
هدف اصلی توسعه‌دهندگان GURT، حفاظت از مالکیت معنوی در بیوتکنولوژی کشاورزی بود؛ یعنی، توسعه‌دهندگان در مواردی که حق ثبت اختراع برای نوآوری‌های بیولوژیکی وجود نداشت یا به راحتی قابل اجرا نبود، به دنبال جلوگیری از استفاده مجدد کشاورزان از بذرهای ثبت شده بودند. این مشکل معمولاً برای کشاورزانی که از بذرهای هیبریدی (که در هر صورت بارور نیستند یا به‌طور واقعی بارور نمی‌شوند) استفاده می‌کنند، مطرح نیست و بنابراین، نمی‌توان از آنها برای کشت محصولات بعدی استفاده کرد. با این حال، V-GURTS استفاده از بذرهایی که کشاورزان تولید کرده‌اند را برای کشت محصولات در فصول بعدی غیرممکن می‌کند، زیرا کل ژنوم سلول‌های هدف از بین می‌رود. شرکت‌های تولیدکننده بذر می‌توانند از T-GURTها برای تجاری‌سازی بذرهایی استفاده کنند که بارور هستند، اما تنها در صورت اسپری شدن با یک ماده شیمیایی فعال‌کننده که توسط شرکت فروخته می‌شود، به گیاهانی با ویژگی‌های مطلوب تبدیل می‌شوند. شرکت‌های بذر شرکتی به شدت از GURTها حمایت می‌کنند، زیرا می‌توانند به عنوان یک روش نظارتی برای مالکیت معنوی مورد استفاده قرار گیرند، که مخالفت زیادی را از سوی کشورهای در حال توسعه به همراه داشته است. این کشورها نگرانند که قدرت بیشتری به این شرکت‌ها داده شود که دیگر نیازی به طرح دعوی برای اثبات تخلف نداشته باشند، بلکه در عوض کشاورز مجرم شناخته شده و بلافاصله از عرضه آب به آنها محروم شود.

### حبس زیستی
ترس مداومی که توسط GURTها و سایر بیوتکنولوژی‌ها ایجاد شده این است که ژن‌های گیاهان اصلاح‌شده ژنتیکی ممکن است از طریق تولید مثل جنسی با گیاهان وحشی سازگار یا با سایر گیاهان کشت‌شده به طبیعت راه پیدا کنند. این امر به عنوان «فرار تراریخته» شناخته می‌شود و از جمله خطرات با بالاترین اولویت ناشی از مهندسی ژنتیک گیاهان است. این خطر فرار یکی از دلایلی است که فرایند GURT هنوز در کاربردهای تجاری مورد استفاده قرار نگرفته است (در واقع، شرکت‌های اصلی تولیدکننده سوگند خورده‌اند که این محصولات را تجاری نکنند، اگرچه هنوز برنامه‌های تحقیقاتی مرتبطی مانند مونسانتو دارند که ۴۰ درصد از بودجه تحقیقاتی خود را صرف توسعه بذرهای اصلاح‌شده ژنتیکی می‌کند). از قضا، GURTها - که خود فرآیندی برای اصلاح ژنتیکی گیاهان هستند - می‌توانند برای تضمین «محدودیت زیستی» تراریخته‌های گیاهان اصلاح ژنتیکی شده نیز مورد استفاده قرار گیرند. از آنجا که GURTها به روش‌های مختلف باروری گیاهان را کنترل می‌کنند، می‌توانند برای جلوگیری از فرار ژن‌های تراریخته به خویشاوندان وحشی مورد استفاده قرار گیرند و به کاهش خطرات ناشی از اثرات مخرب بر تنوع زیستی کمک کنند. برای زیست‌محیطی، «هر دو GURT V و T می‌توانند بافت‌های تولیدمثلی، که معمولاً گرده و بذر (یا جنین) هستند را هدف قرار دهند.» محصولات اصلاح‌شده برای تولید محصولات غیرغذایی (مثلاً در داروسازی، پروتئین‌های درمانی، آنتی‌بادی‌های مونوکلونال و واکسن‌ها) می‌توانند به GURT مجهز شوند تا از انتقال تصادفی این ویژگی‌ها به محصولات غذایی جلوگیری شود. حتی در آن صورت نیز ممکن است مشکلاتی ایجاد شود، زیرا GURTها به سیگنال نیاز دارند و برخی از این دانه‌ها ناگزیر سیگنالی را که در مرحله خاتمه از طریق هیبریداسیون به خزانه ژنی بومی منتقل می‌شود، دریافت نخواهند کرد. از آنجایی که محدود کردن کامل مواد ژنتیکی اصلاح‌شده ژنتیکی احتمالاً غیرممکن است، صفت پایان‌دهنده می‌تواند به‌طور تصادفی به آن اضافه شود و احتمالاً توانایی گونه‌های طبیعی برای تولید مثل را کاهش دهد.

### سایر کاربردها
یکی دیگر از مزایای احتمالی این است که بذرهای غیرزنده تولید شده روی گیاهان V-GURT ممکن است تکثیر گیاهان داوطلب را کاهش دهند. گیاهان داوطلب می‌توانند برای سیستم‌های کشاورزی مکانیزه در مقیاس بزرگ که تناوب زراعی را در بر می‌گیرند، به یک مشکل اقتصادی تبدیل شوند. علاوه بر این، در شرایط برداشت گرم و مرطوب، دانه‌های غیر V-GURT می‌توانند جوانه بزنند و کیفیت دانه تولید شده را کاهش دهند. احتمالاً این مشکل با استفاده از انواع غلات V-GURT رخ نخواهد داد.
یکی دیگر از کاربردهای پیشنهادی در زیست‌شناسی مصنوعی است، که در آن یک ماده شیمیایی فعال‌کننده محدود باید به محیط تخمیر اضافه شود تا یک ماده شیمیایی خروجی مطلوب تولید شود.
همچنین امکان استفاده از فناوری بذر GURT علیه گونه‌های گیاهی مهاجم وجود دارد که در آن گیاه اصلاح‌شده ژنتیکی، گونه‌های مهاجم را بارور کرده و «بذرهای نابودگر» ایجاد می‌کند. این دانه‌ها عقیم خواهند بود و احتمالاً مانع از موفقیت گونه‌های مهاجم، به ویژه پس از آتش‌سوزی، خشکسالی یا سایر اختلالات، زمانی که اکوسیستم‌ها مستعدتر هستند، می‌شوند. این می‌تواند به کاهش فشار در طول پروژه‌های مرمت کمک کند و از اکوسیستم‌های بومی محافظت کند.